# Abelia
Abelia este un gen de plante, format din circa 15-30 de specii și mulți hibrizi, din familia Caprifoliaceae.
Aceste plante sunt arbuști de 1–6 m înălțime, nativi Asiei de est (din Himalaya până în Japonia) și sudului Americii de Nord (Mexic); speciile din climatele calde sunt sempervirescente, iar cele din climatele reci sunt decidue. Frunzele sunt opuse sau în grupuri de trei, ovate, lucioase, de culoare verde-închis, lungi de 1,5–8 cm, colorate în bronz și roșu toamna la speciile decidue. Florile sunt grupate în inflorescențe de până la 8 flori; sunt albe spre roz, în formă de clopot, cu o corolă penta-lobată, lungi de 1–5 cm, de obicei frumos mirositoare. Perioada de înflorire se întinde de la sfârșitul primăverii până toamna.
Specii selectate
- Abelia aitchinsonii
- Abelia biflora - (China)
- Abelia buddleioides - (China)
- Abelia chinensis - (China)
- Abelia coriacea - (Mexic)
- Abelia corymbosa - (Asia cetrală)
- Abelia curviflora - (Japonia)
- Abelia dielsii - (China)
- Abelia engleriana - (Sichuan, China)
- Abelia fargesii - (Japan)
- Abelia floribunda - (Mexic)
- Abelia forrestii - (China)
- Abelia integrifolia - (Japonia)
- Abelia ionostachya - (Japonia)
- Abelia macrotera - (China)
- Abelia mexicana - (Mexic)
- Abelia mosanensis - (Coreea)
- Abelia occidentalis - (Mexic)
- Abelia parvifolia - (China)
- Abelia serrata - (Japonia)
- Abelia spathulata - (Japonia)
- Abelia speciosa - (Mexic)
- Abelia tomentosa - (Japonia)
- Abelia taihyonii - (Coreea)
- Abelia triflora - (Himalaya)
- Abelia umbellata - (Sichuan, China)

Hibrizi
- Abelia x grandiflora Hort. ex. Bailey

## Legături externe
- Materiale media legate de Abelia la Wikimedia Commons
- „Abelia” în Dicționar dendrofloricol la DEX online